# Krowi Żleb (Dolina Miętusia)

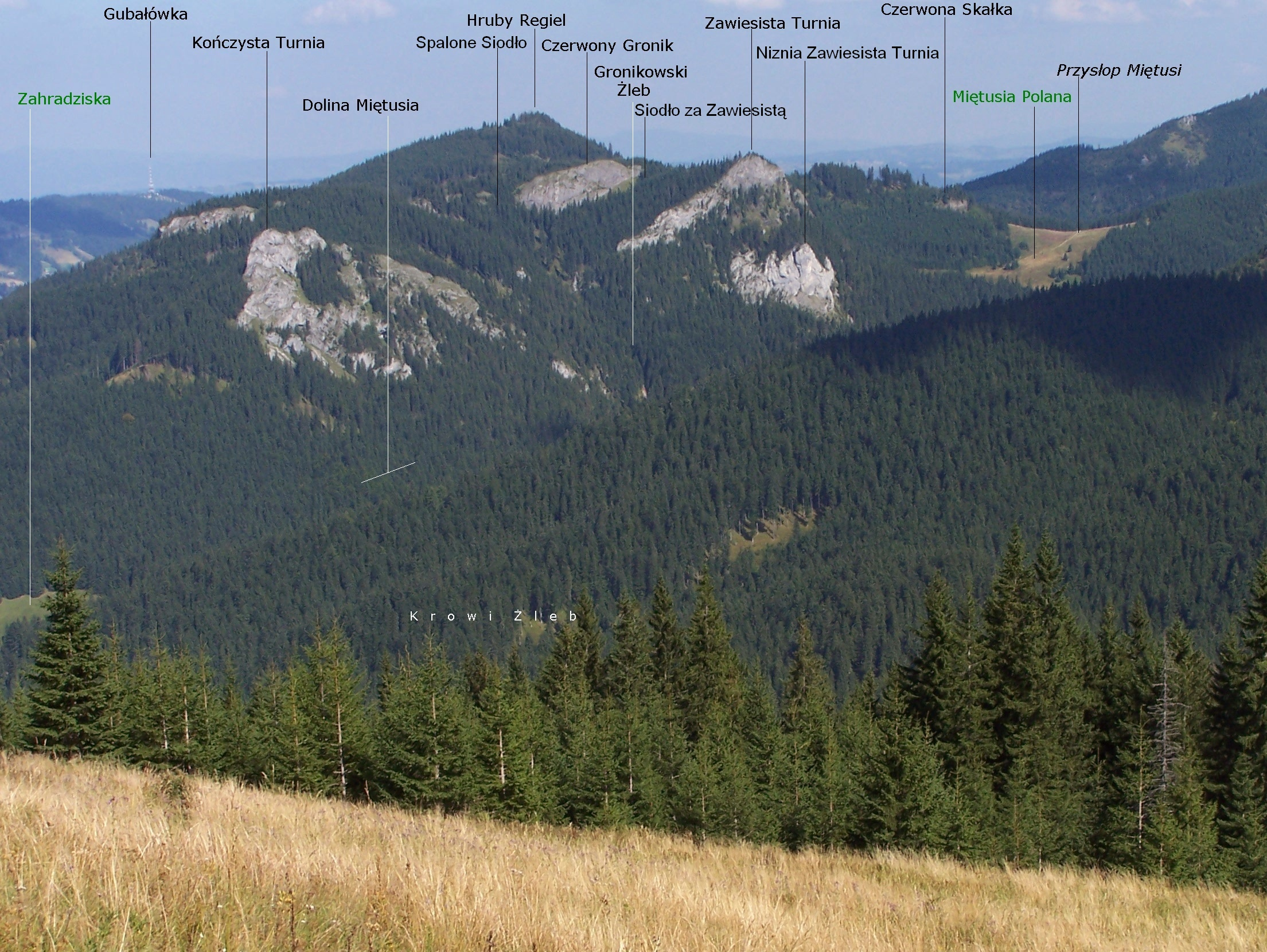
Widok z północnego grzbietu Ciemniaka

Krowi Żleb – boczna, lewa odnoga Doliny Miętusiej (odgałęzienie Doliny Kościeliskiej) w polskich Tatrach Zachodnich. Wcina się pomiędzy północno-wschodnie stoki Adamicy i Upłaziańskiego Wierszyka a zachodnie nienazwanej grzędy opadającej z Upłaziańskiej Kopki. Jest to niewielka i całkowicie zalesiona, wąska dolinka. W jej dolnej części znajduje się krótka i ślepo kończąca się droga używana tylko przez robotników leśnych, a powyżej jej końca kilka źródeł. Wypływające z nich strumyki łączą się w jeden potok uchodzący do Miętusiego Potoku ok. 500 m na wschód powyżej polany Zahradziska. Dawniej Krowi Żleb był wypasany, stąd jego nazwa. Wchodził w skład Hali Miętusiej.
W Tatrach jest jeszcze jeden żleb (w Dolinie Chochołowskiej), przez turystów często nazywany Krowim Żlebem, jednak na mapach oraz w przewodniku Józefa Nyki nosi on nazwę Krowiniec.